# Gaston Dron
Gaston Dron (ur. 19 marca 1924 w Clichy, zm. 23 sierpnia 2008 w Dreux) – francuski kolarz torowy i szosowy, brązowy medalista olimpijski.

## Kariera
Największy sukces w karierze Gaston Dron osiągnął w 1948 roku, kiedy wspólnie z René Faye zdobył brązowy medal wyścigu tandemów podczas igrzysk olimpijskich w Londynie. W wyścigu o trzecie reprezentanci Francji pokonali ekipę Szwajcarii. Był to jedyny medal wywalczony przez Drona na międzynarodowej imprezie tej rangi. Był to również jego jedyny start olimpijski. Startował także w wyścigach szosowych, ale nie odnosił większych sukcesów. Nigdy nie zdobył medalu na szosowych ani torowych mistrzostwach świata.